# Sauer 38H
Sauer 38H je poloautomatická kapesní pistole v ráži 7,65 Browning navržena a vyráběná německou firmou Sauer und Sohn v letech 1938–1945. Tím pádem byla také používána vojskem nacistické Třetí říše během druhé světové války. Jde o nejznámější pistoli z dílny firmy Sauer und Sohn. Sauer model 1938 byla první masově vyráběnou pistolí s dvoučinným režimem spouště a funkcí vypouštění (a napínání) kohoutku. Po roce 1951 byla v Eckernförde vyráběna jako Sauer model 1958.
Písmeno "H" značí "hammerless" – tj. že jde o pistoli se skrytým kohoutkem.
Tento kapesní (a policejní) model byl tvarem i spoušťovým ústrojím velmi podobný pistoli Walther PPK. Hlavní odlišností byl skrytý kohoutek. V té době kdy byla pistole vyráběna měla netradiční součást, vypouštěcí a napínací páčku (skrytého) kohoutku. Ta byla umístěna na levé straně zadní části pouzdra závěru. U poválečných modelů se nevyskytuje.